# Harpinia cabotensis
Harpinia cabotensis är en kräftdjursart som beskrevs av Robert Alan Shoemaker 1930. Harpinia cabotensis ingår i släktet Harpinia och familjen Phoxocephalidae. Inga underarter finns listade i Catalogue of Life.